# Hypogastrura norica
Hypogastrura norica är en urinsektsart som beskrevs av Robert Latzel 1919. Hypogastrura norica ingår i släktet Hypogastrura och familjen Hypogastruridae. Inga underarter finns listade i Catalogue of Life.